# Gornji Prnjarovec
Gornji Prnjarovec je naseljeno mjesto u Republici Hrvatskoj u Zagrebačkoj županiji. 

## Zemljopis
Administrativno je u sastavu općine Križ. Naselje se proteže na površini od 1,98 km².

## Stanovništvo
Prema popisu stanovništva iz 2001. godine u Gornjem Prnjarovcu žive 343 stanovnika i to u 117 kućanstava. Gustoća naseljenosti iznosi 173,23 st./km².
| broj stanovnika | 196   | 126   | 147   | 261   | 201   | 257   | 245   | 234   | 307   | 359   | 336   | 272   | 305   | 333   | 343   | 369   | 346   |
|                 | 1857. | 1869. | 1880. | 1890. | 1900. | 1910. | 1921. | 1931. | 1948. | 1953. | 1961. | 1971. | 1981. | 1991. | 2001. | 2011. | 2021. |